# 卡斯蒂利亞的胡安娜
疯女胡安娜（西班牙語：Juana la Loca，1479年11月6日—1555年4月12日），全稱為卡斯蒂利亚的胡安娜（西班牙語：Juana I de Castilla），1504年为名義上的卡斯蒂利亚女王，1516年为阿拉贡王国女王，1555年去世。1496年10月20日，她与哈布斯堡家族奥地利大公菲利普一世結婚。1497年，她的哥哥、阿斯图里亚斯王子胡安、姐姐伊莎贝拉和外甥米格尔去世。1500年，胡安娜成为卡斯蒂利亚和阿拉贡王位推定继承人。1504年，她的母亲、卡斯蒂利亚的伊莎贝拉一世女王去世，胡安娜成为卡斯蒂利亚女王。她的父亲阿拉贡国王费尔南多二世自称卡斯蒂利亚总督和行政長官。:xxxiii
1506年，菲利普大公成为卡斯蒂利亚根据妻权的國王费利佩一世，在西班牙王国开创了哈布斯堡王朝统治，并于同年驾崩。尽管胡安娜繼位成卡斯蒂利亚的执政女王，但她被父親以精神错乱的名義下令囚禁在托德西亚斯的圣克拉拉皇家修道院，父親就以共治摄政王的身分统治直到1516年他去世。她的儿子卡洛斯一世即后来的神圣罗马帝國皇帝卡尔五世登基后，她名义上仍为共治君主，但仍然被关在修道院里，直到驾崩。胡安娜之死导致西班牙和德國在其子卡尔手里实现共主邦聯。

## 生平
胡安娜1479年11月6日生于卡斯蒂利亚王国的托莱多，是同为特拉斯塔马拉王朝成员的斐迪南二世和伊莎贝拉一世的第四个孩子，是成活的第三个孩子和次女。
她肤色白皙，棕色眼睛，头发颜色介于草莓色和赤褐色之间，就像她的母亲和妹妹卡塔丽娜一样。她的兄弟姐妹是葡萄牙王后伊莎贝拉、阿斯图里亚斯亲王胡安、葡萄牙王后玛丽亚、英格兰王后卡塔丽娜。

### 教育
她受过教育并接受过正式培训，准备参加一场重要的王室联姻以扩大王国的势力和安全，扩大其影响力，并与其他权势大国建立和平关系。作为一位公主，她没有被期望成为卡斯蒂利亚或阿拉贡王位的继承人，尽管她后来继承了这两个王位。
她的学术教育包括教会和民法、家谱和纹章学、语法、历史、语言、数学、哲学、阅读、拼写和写作。她读过的古典文学作家包括基督教诗人尤文库斯和普鲁登修斯、教会教父圣安布罗斯、圣奥古斯丁、教宗額我略一世和耶柔米，以及罗马政治家塞內卡。:61
在卡斯蒂利亚宫廷，她的主要导师是多米尼加牧师安德烈斯·德·米兰达；女王宫廷成员教育家比阿特丽兹·加林多；还有她的母亲，女王。胡安娜的王室教育包括宫廷礼仪、舞蹈、绘画、马术、音乐，以及刺绣、针尖和缝纫等针法。她学习了卡斯蒂利亚语、莱昂语、加利西亚语、葡萄牙语和加泰罗尼亚语等伊比利亞羅曼語支，并精通法语和拉丁语。她学会了户外活动，比如放鹰和打猎。她擅长舞蹈和音乐，弹过古钢琴、吉他和单弦琴。

### 婚姻

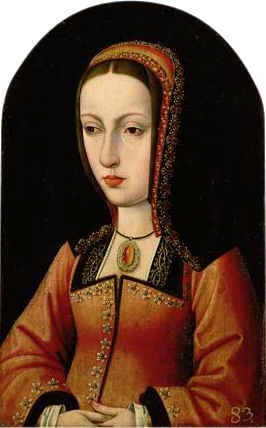
结婚前后的胡安娜，约1496年。

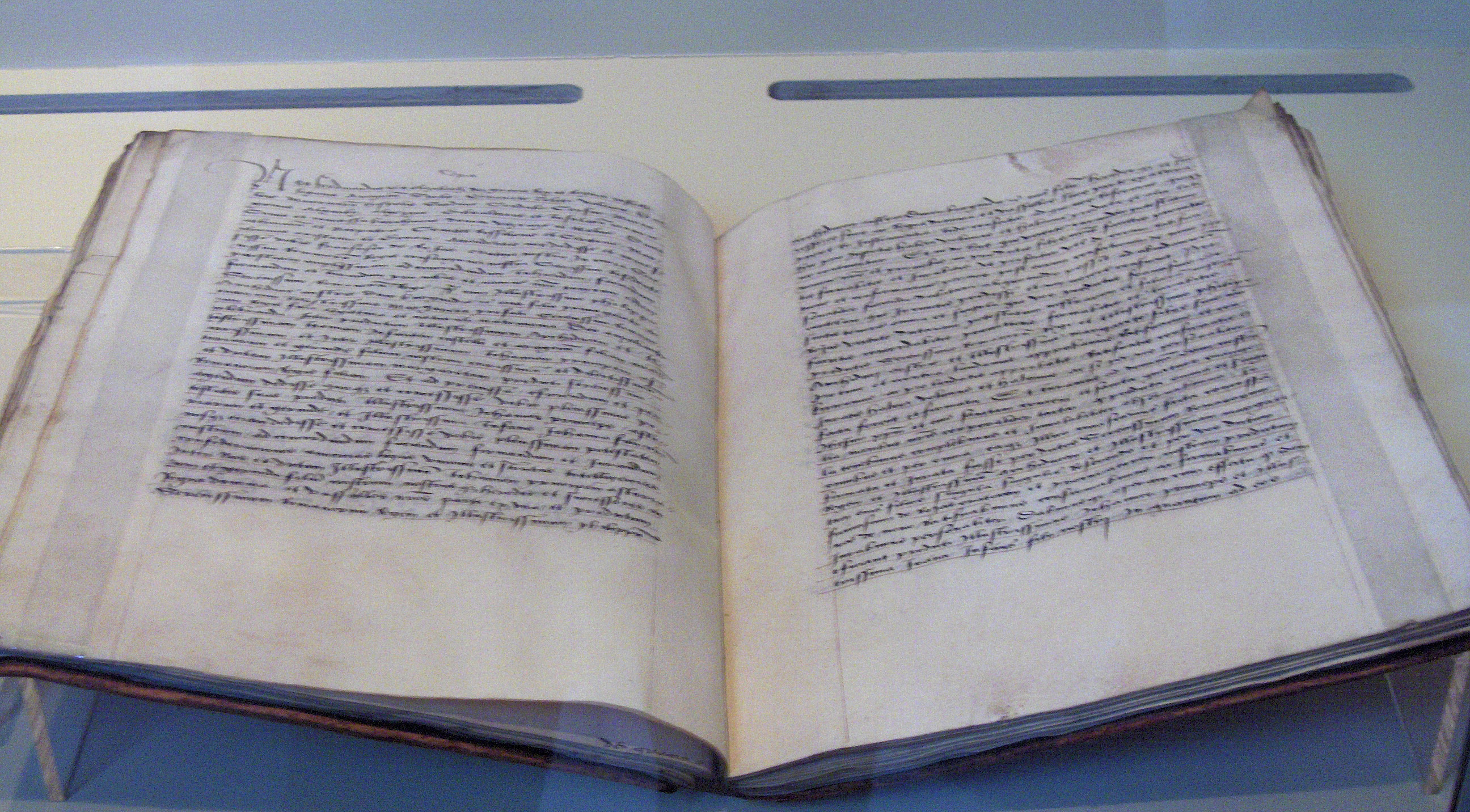
胡安娜和菲利普的婚约（1496年）。

1496年，16岁的胡安娜与18岁的佛兰德斯的菲利普订了婚。菲利普的父母是奥地利大公马克西米利安一世和他的第一任妻子勃艮第女公爵玛丽。这场婚姻是哈布斯堡家族和特拉斯塔马拉家族结成的一系列家族联姻之一，旨在加强双方的力量，对抗日益增长的法国势力。
胡安娜在她的父母于1469年秘密结婚的卡斯蒂利亚巴利亚多利德市的比维罗宫举行了代理婚姻。1496年8月，胡安娜从大西洋比斯开湾卡斯蒂利亚北部的拉雷多港出发。除了1506年见到她的妹妹当时的威尔士亲王妃卡塔丽娜以外，她再也没有见到她的兄弟姐妹。

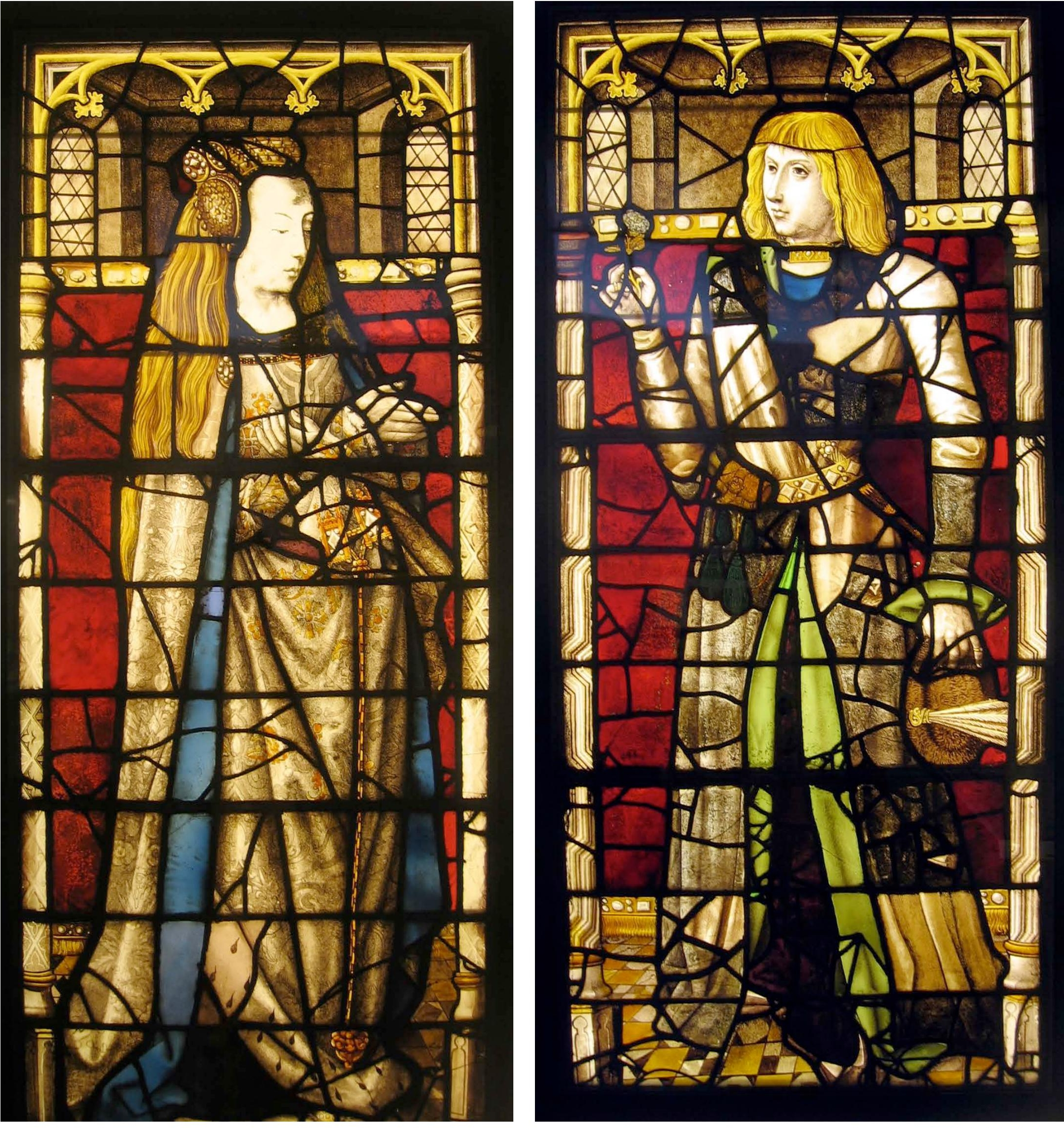
卡斯蒂利亚的胡安娜和美男子菲利普，彩色玻璃，布鲁日的圣血大教堂，1480–1490。

1496年8月22日，胡安娜开始了她前往低地国家的布拉班特的旅程，这些国家包括今天荷兰、比利时、卢森堡、法兰西和德国的部分地区。正式婚姻于1496年10月20日在今天布鲁塞尔以北的利尔举行。1498年至1507年间，她生了六个孩子，两个男孩和四个女孩，他们都成长为皇帝或王后。

### 阿斯图里亚斯女亲王
她唯一的兄長胡安，以及长姐葡萄牙王后伊莎贝拉与其幼子米格尔相继去世，使其成为西班牙诸王国王位的優先继承人。她还剩两个妹妹玛丽亚和卡塔丽娜，分别比她小3岁和6岁。
1502年，卡斯提亞的贵族议会“科特”承认她是女继承人、菲利普是她的丈夫。:36–69:303胡安娜被封为阿斯图里亚斯女亲王这一传统上授予卡斯蒂利亚继承人的头衔。同年，亚拉冈的科特聚集在萨拉戈萨，向对女继承人一样对胡安娜宣誓效忠；然而，萨拉戈萨大主教亚拉冈的阿隆索坚定地表示，这一宣誓只能通过科特和国王之间就继承问题达成正式协议来确立法理。:299:137
1502年，菲利普、胡安娜和勃艮第宫廷的大部分成员前往托莱多，让胡安娜作为卡斯蒂利亚王位继承人阿斯图里亚斯女亲王接受卡斯蒂利亚议会的效忠，安托万·范·拉兰详细记录了这段旅程。第二年，菲利普和大多数宫廷成员返回低地国家，怀孕的胡安娜留在马德里，她在那里生下了自己和菲利普的第四个孩子费尔南多。费尔南多后来成为中欧君主和神圣罗马皇帝，称斐迪南一世。

## 统治

### 卡斯蒂利亚女王

#### 继位
1504年11月母亲去世后，胡安娜成为卡斯蒂利亚的女王，她的丈夫于1506年成为卡斯蒂利亚根据妻权的国王。胡安娜的父亲费尔南多二世在卡斯蒂利亚失去了君主制地位，尽管他妻子的遗嘱允许他在胡安娜不在或不愿意亲自统治时执政，直到胡安娜的继承人年满20岁。
费尔南多拒绝接受这一点；他以“费尔南多和胡安娜，卡斯蒂利亚、莱昂和阿拉贡的国王和女王”的名义铸造了卡斯蒂利亚硬币，并在1505年初说服科特，胡安娜的“病情严重，我们的女领主胡安娜女王无法统治”。科特随后任命费尔南多为胡安娜的监护人、王国的行政长官和总督。
胡安娜的丈夫菲利普不愿意接受对他统治卡斯蒂利亚的机会的任何威胁，还以“菲利普和胡安娜、卡斯蒂利亚和莱昂国王和女王、奥地利大公等”的名义铸造了硬币；作为回应，费尔南多采取了亲法政策，与法国国王路易十二的外甥女富瓦的日爾曼妮也是费尔南多自己的甥孙女结婚，希望她能生一个儿子来继承亚拉冈，或许还有卡斯蒂利亚。:138
不久以后，胡安娜逐渐开始丧失理智，她开始疯狂地想念自己的丈夫菲利普，最后不得不赶往佛兰德与他会面。而当她到达那里之后，却发现丈夫并不忠诚于婚姻，这使她陷于绝望的嫉妒之中，导致了自己凄惨的结局：菲利普操纵当地法庭认定胡安娜精神失常，将其囚禁。除了费尔南多外，他们的子女都被以胡安娜失常为由交他们的姑妈兼舅妈玛格丽特抚养。
在低地国家，胡安娜被囚禁。这也成为费尔南多指应由他取代菲利普统治卡斯蒂利亚的理由。但1505年8月24日，当她的公爹马克西米利安（半保密地）拜访他们时，她被释放以欢迎他。马克西米利安试图用庆祝活动来安慰胡安娜，他花了数周时间由胡安娜陪同参加公共活动，正如威尼斯大使所说，在这些活动中，她表现得像一位明智、谨慎的女王。为了取悦胡安娜，菲利普和马克西米利安（化装成匿名者）晚上在火炬的照耀下相互角斗。马克西米利安告诉菲利普，只有当丈夫和妻子如同“同一个人”时，他才能成为一名成功的君主。之后，这对夫妇多少和解了。然而，当菲利普试图获得卡斯蒂利亚贵族和高级教士的支持以对抗费尔南多时，胡安娜坚决拒绝与父亲作对。
费尔南多的再婚只是加强了菲利普和胡安娜在卡斯蒂利亚获得的支持，1505年底，他们决定前往卡斯蒂利亚。在他们上船之前，胡安娜禁止一艘有女乘务员的船参加这次旅行，因为她担心菲利普会与他们有不正当的关系。这种情绪化的行为正好验证了菲利普和费尔南多对她的宣传。1506年1月10日离开佛兰德斯时，他们的船只在英格兰海岸失事，这对夫妇成为了威尔士亲王亨利也就是后来的亨利八世和其妻也就是胡安娜的妹妹卡塔丽娜在温莎城堡的客人。他们直到4月21日才得以离开，当时卡斯蒂利亚的内战迫在眉睫。
菲利普显然考虑在安达卢西亚登陆，并召集贵族在亚拉冈拿起武器对抗费尔南多。但相反的是，他和胡安娜于4月26日在科鲁尼亚登陆，于是卡斯蒂利亚贵族集体抛弃了费尔南多。1506年6月27日，费尔南多在比利亚法菲拉与菲利普会面，在乡村教堂接受私人采访。令一般人惊讶的是，费尔南多出人意料地将卡斯蒂利亚的政府交给了他“最心爱的孩子们”，并承诺退回亚拉冈。菲利普和费尔南多随后秘密签署了《比利亚法菲拉条约》，同意胡安娜的“虚弱和痛苦”使她无法执政，并承诺将她排除在政府之外，剥夺女王的王权和自由。
同一天下午，费尔南多立即否认了第二份协议，宣布胡安娜永远不应被剥夺她作为卡斯蒂利亚女领主的权利。两周后，由于与菲利普没有达成新的协议，因此他实际上保留了如果他认为女儿的权利受到侵犯则予以干涉的权利，于是他放弃了卡斯蒂利亚而回到亚拉冈，留下菲利普代替胡安娜执政。:139

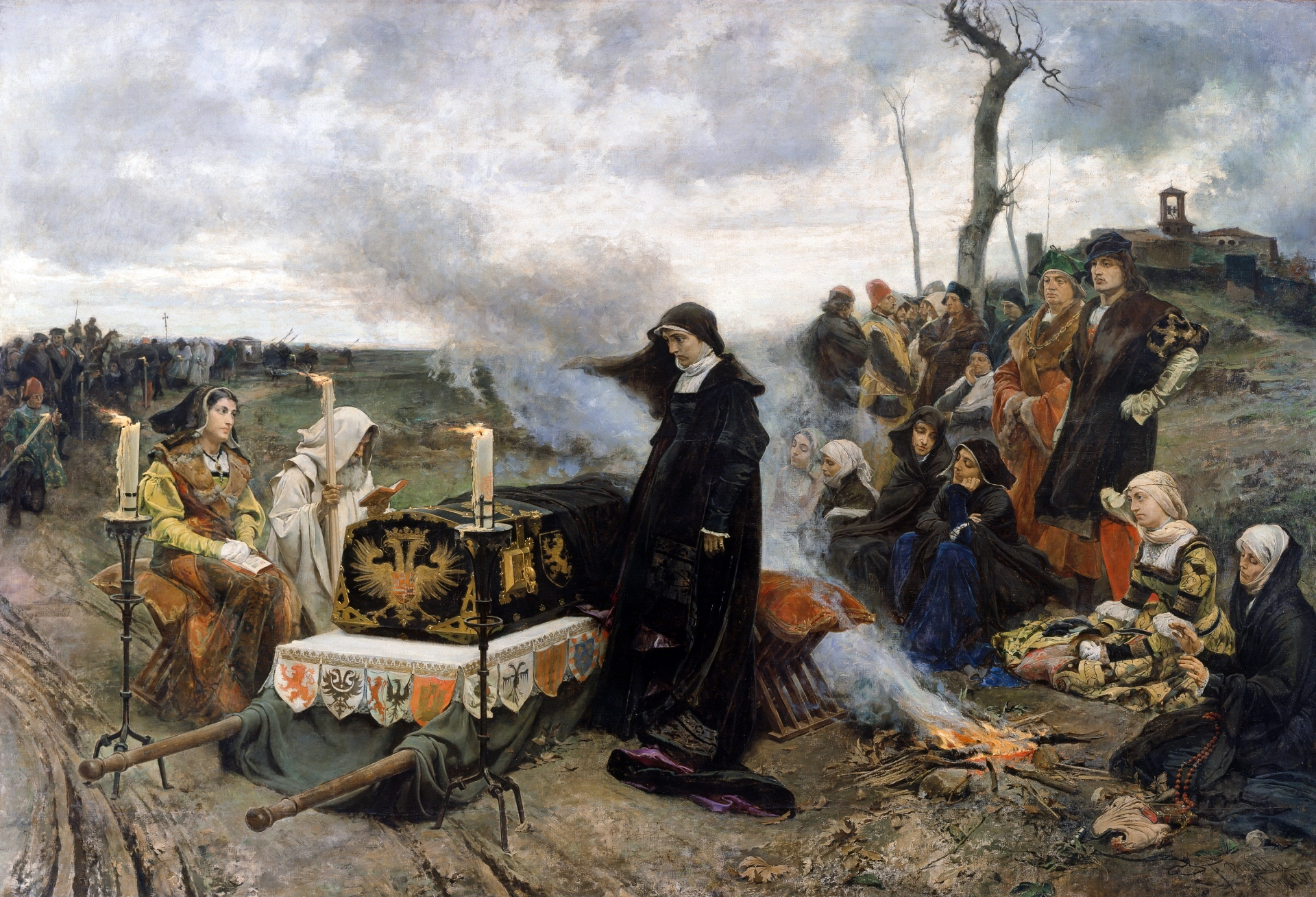
疯狂的胡安娜在她已故的丈夫，英俊的菲利普的棺材前守夜。弗朗西斯科·普拉迪利亚·奥尔蒂斯的《普拉迪利亚的疯女胡安娜》，1877年。

#### 菲利普之死
根据比利亚法菲拉的协议，科特检察官于1506年7月9日在卡斯蒂利亚的巴利亚多利德会面。7月12日，:69–91他们宣誓效忠费利佩一世和胡安娜共同成为卡斯蒂利亚和莱昂的国王和女王，及效忠他们的继承人即他们的儿子卡尔，即后来的卡斯蒂利亚、莱昂和亚拉冈国王卡洛斯一世及神圣罗马皇帝卡尔五世。:135这种安排只持续了几个月。
9月25日，菲利普在卡斯蒂利亚的布尔戈斯市病了五天后去世。可能的死亡原因是斑疹伤寒。但传言他的岳父费尔南多二世将其毒杀。胡安娜正怀着他们的第六个孩子，一个名叫卡塔里娜（1507-1578）的女儿，她后来成为葡萄牙王后。由于胡安娜当时没有助产士，她的分娩过程由她的侍女玛丽亚·德·乌略亚协助完成。 菲利普之死虽然使内战的危险消弭无形，但却使得胡安娜彻底疯狂，人们几乎无法将其从其夫的尸体边拖走。
1506年12月20日，胡安娜来到卡斯蒂利亚的托尔克马达，试图以自己作为卡斯蒂利亚女王的名义行使独立自主的权利。国家陷入混乱。她的儿子和继承人卡尔即后来的卡洛斯一世是一个6岁的孩子，与除了在西班牙出生的费尔南多和卡塔里娜以外的兄弟姐妹们都在北欧佛兰德斯由他的姑姑抚养；她的父亲费尔南多二世留在亚拉冈，令危机加剧。
西斯内罗斯大主教领导下的摄政委员会违背女王的命令成立，但它无法处理日益严重的公共混乱；瘟疫和饥荒摧毁了这个王国，据说有一半的人口死于其中之一。女王无法获得必要的资金来帮助她保护自己的权力。面对这种情况，费尔南多二世于1507年7月回到卡斯蒂利亚。他的到来恰逢瘟疫和饥荒的缓解，不安得到平息，并给人留下了一种他的回归恢复了王国的健康的印象。:139

#### 父王摄政

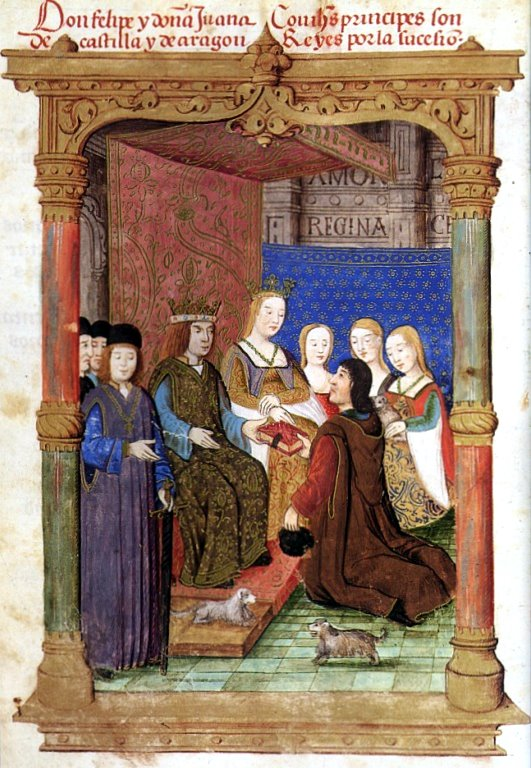
胡安娜和丈夫与他们的西班牙下属在一起

费尔南多二世和胡安娜于1507年7月30日在卡斯蒂利亚的奥尔尼略斯德塞拉托会面。费尔南多二世随后迫使她将卡斯蒂利亚和莱昂王国的权力交给了自己。1507年8月17日，王室委员会的三名成员被传唤——据说是以她的名义——并被命令将她父亲费尔南多二世重新掌权的消息告知贵族们：“他们应该去接见殿下（费尔南多），像对待她一样为他服务，等等。”然而，她拒绝签署指示，并发表声明表示，作为女王，她不赞成放弃自己的王室权力，这显然违背了她的意愿。当时，丧偶的亨利七世也求娶胡安娜，费尔南多也表态胡安娜如果改嫁，非英格兰国王不可，但胡安娜拒绝远嫁。
尽管如此，此后她只是名义上的女王，所有文件虽然以她的名义发布，但都是费尔南多的签名，“我，国王”。1509年2月，费尔南多在解雇了胡安娜所有忠实的仆人，并任命了一组单独对他负责的扈从之后，面对胡安娜日益严重的精神健康问题，下令把她关在卡斯蒂利亚巴拉多利德附近托德西亚斯的王宫的圣克拉拉皇家修道院里。此时，一些报道称她疯了、把丈夫的尸体带到托德西亚斯以让尸体靠近她。胡安娜被囚期间身着黑衣。为了缓解胡安娜的过渡期，费尔南多允许她的小女儿卡塔里娜陪伴她。:139据记录，他曾说过：“把我女儿送到托德西亚斯比在战场上面对法国大炮更让人筋疲力尽。”1510年，卡斯蒂利亚的科特任命费尔南多为王国的行政长官，并将政府主要委托给大主教西斯内罗斯。
看守胡安娜的莫森·路易斯·费雷尔对待胡安娜尤其残酷。与胡安娜母女同住的包括奉命看守她们的女人。为防胡安娜被路人看见及求助，胡安娜被禁止从窗口向外看，被迫住在一间没有窗的房子，除了一个16世纪的蜡烛外接触不到光。

#### 与儿子共治
费尔南多于1516年1月23日驾崩后，胡安娜与长子卡尔同为其继承人，成为卡斯蒂利亚和亚拉冈两国的共治君主。马洛卡主教报告费雷尔“被怀疑危及胡安娜的健康和生命”后，费雷尔被停职。囚禁下的胡安娜与世隔绝，西斯内罗斯和摄政委员会向她隐瞒了她父亲去世的消息，假装他仍然活着并统治着。费尔南多死后，胡安娜继位为亚拉冈女王，她自己都不知道西班牙已经在自己治下统一了。但卡尔的到来是无法被隐瞒的。
1517年10月，17岁的卡尔抵达比斯开湾的阿斯图里亚斯。在他到来之前，亚拉冈王国由费尔南多的私生子大主教阿隆索统治，卡斯蒂利亚王国由红衣主教弗朗西斯科·德·西斯内罗斯统治。11月4日，卡尔和他的姐姐莱奥诺尔在托德西亚斯会见了母亲胡安娜——在那里，他们从她获得了必要的授权，允许卡尔作为她在卡斯蒂利亚、莱昂和亚拉冈的共治国王进行统治，称卡洛斯一世。莱奥诺尔在王宫的房间里为胡安娜布置了一个家庭的样子。卡斯蒂利亚科特在巴利亚多利德集合，他们唾弃卡洛斯，只称呼他为“殿下”，称胡安娜为“陛下”。:1441518年，卡斯蒂利亚提出了接受卡洛斯为国王的众多条件，其中包括尊重胡安娜女王的权利。卡斯蒂利亚科特从未宣布胡安娜没有行为能力，官方文件也是先写胡安娜，再写卡洛斯。但事实上胡安娜的共治女王身份仅存在于名义上，在默许了卡洛斯的愿望后，她仍然像之前一样被关在修道院里。卡洛斯扩大了对她的欺骗，后来向她隐瞒了1519年马克西米利安一世皇帝的死亡。没有人认真地认为让胡安娜统治是一个现实的主张。:143–146卡洛斯还下令胡安娜必须参加弥撒，必要时对她用酷刑。
1518年8月、1519年5月，瘟疫横行，看守胡安娜的德尼亚侯爵伯纳多在卡洛斯授意下对胡安娜夸大了死亡数字，乃至一日数次伪造葬礼以打消她逃离的念头。胡安娜拒绝当着他人进食，所以给她的面包和奶酪都放在门外。卡洛斯还授权伯纳多必要的时候用捆带对胡安娜进行抽打和捆绑。
1519年，作为唯一的实权统治者，卡洛斯一世已经以共主的方式统治亚拉冈、卡斯蒂利亚和莱昂三王国及其领土。此外，同年卡洛斯被选为神圣罗马皇帝卡尔五世。卡斯蒂利亚和亚拉冈（以及纳瓦拉）王国一直保持着共主，直到18世纪初《新基本法令》将其管辖权统一。而卡尔最终将神圣罗马帝国皇帝让位给弟弟斐迪南，将西班牙国王让位给儿子费利佩，从而解除了胡安娜婚姻所建立的帝国与西班牙王国之间的个人联合——这一举动代表着“从一个普世帝国到捍卫‘奥地利家族’利益的转变，换句话说，到王朝两部分之间的紧密联盟，旨在保证天主教和王朝在欧洲的霸权”。

#### 公社暴动
1520年，由于哈布斯堡家族通过卡尔五世对卡斯蒂利亚施加了明显的外国影响，爆发了城市公社暴动。暴动领导人要求卡斯蒂利亚按照天主教君主的惯例进行治理，建议废黜卡尔，代以胡安娜或本土出生的费尔南多王子。为了使他们的暴动合法化，暴动者求助于胡安娜，也意欲利用她的疯病。作为君主，如果她书面批准暴动，暴动就会合法化并取得胜利。
为了防止这种情况发生，马洛卡主教安东尼奥·德·罗哈斯·曼里克率领一个由王室议员组成的代表团前往托德西亚斯，要求胡安娜签署一份谴责暴动者的文件。她提出异议，要求他提出她的具体规定。在这完成之前，暴动者相应袭击了这座几乎没有设防的城市，请求她的支持。议员们会见胡安娜，解释科特意图推举她为唯一的西班牙女王，许诺助她恢复王权。伯纳多逃离后，路易斯·昆塔尼亚夫妇代替他照顾胡安娜。
这一请求促使卡尔五世任命的摄政乌得勒支的阿德里安宣布，如果她同意支持，卡尔将失去卡斯蒂利亚。胡安娜获释后变得健谈，尽管她同情暴动者，但奥乔亚·德·兰达和她的忏悔者阿维拉的胡安说服她，支持叛乱将对国家和她儿子的王权造成不可挽回的损害，因此她拒绝签署一份支持的文件。
12月，王室军收复托德西亚斯，暴动失去了女王这一旗帜，胡安娜亦被重新关押。比利亚拉尔战役证实了卡尔将战胜暴动。暴动于1522年被镇压。

#### 遭到囚禁
平乱后，为确保自己的统治地位和王位，防止胡安娜再被反对者利用，卡洛斯将胡安娜关在现已被拆除的王宫一间没有窗户的房间里。伯纳多对卡洛斯自称“女王抱怨自己被囚禁了，想见大人物，但陛下要冷静，我已经掌控了局势，我一直在拖延她的请求”。卡塔里娜曾为了维护母亲而对抗伯纳多，但1525年她在到达婚龄后被释放、出嫁，胡安娜则继续在囚禁中度过余生，抑郁加剧，且相信照顾她的一些修女想害她，乃至难以正常吃饭、睡觉、洗澡、更衣。卡洛斯写信关照伯纳多“在我看来，你最好也最适合做的事情就是确保没有人和女王陛下说话，因为这不会带来任何好处”。
1534年，因为瘟疫蔓延到托德西亚斯，胡安娜曾被迫骑骡子逃离。1536年伯纳多死后，卡尔五世任命他的妻子和袭爵的儿子新侯爵在自己不在时继续担任胡安娜的看守。
胡安娜亡母的侍女卡塔丽娜·德·梅德拉诺和她的丈夫埃尔南多·德·桑多瓦尔-罗哈斯一起参与了胡安娜女王在托德西亚斯的监护或照顾。
在她生命的最后几年，胡安娜的身体状况开始迅速恶化，行动变得越来越困难乃至腰部以下瘫痪无法行走，腿上布满了坏疽性溃疡。

## 驾崩

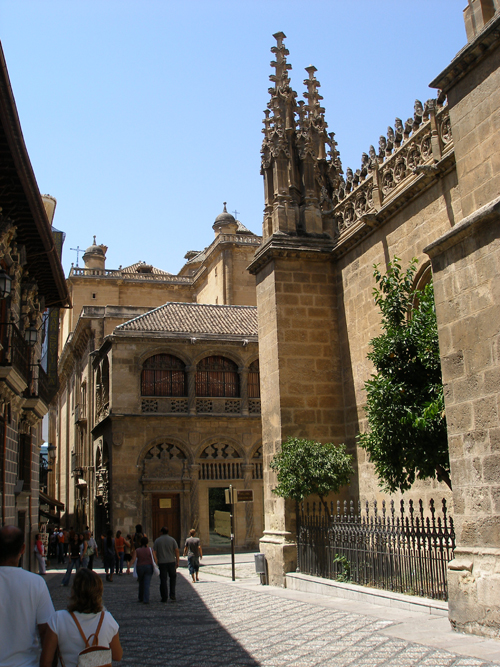
格拉纳达的王家礼拜堂，胡安娜的葬所

1555年复活节的前夕，胡安娜在修道院驾崩，享年75岁。她先在修道院旁与丈夫合葬。1574年，其孙费利佩二世下令将祖父费利佩和祖母胡安娜改葬到西班牙格拉纳达的王家礼拜堂胡安娜的父母伊莎贝拉一世和费尔南多二世墓旁，那里还有胡安娜的外甥阿斯图里亚斯亲王米格尔。
大部分历史学家认为胡安娜是精神分裂症患者。她的病症被她最亲近的三个人：父亲、丈夫、儿子无情利用；她只不过是一個傀儡罷了，她的亲人们藉著她掌握最高權力。名义上，直到死去，她都是卡斯提亞王國的女王，这使得她所有的亲人都要利用她才能获得合法的统治权。她的父亲费尔南多和儿子卡洛斯都删改历史，意图掩盖她存在过和被囚禁的痕迹，结果费尔南多、卡洛斯都和费雷尔之间没有现存的通信记录，而胡安娜的孙子费利佩二世也下令烧毁一些与她有关的文件。

## 有争议的精神问题
作为一名年轻女性，胡安娜被认为是非常聪明的。关于她是“疯子”的说法存在广泛争议。直到她结婚后，人们才开始怀疑她患有精神疾病。一些历史学家认为她可能患有忧郁症、抑郁症、精神病或遗传性精神分裂症。:9她也可能被不公正地描述为“疯子”，因为她的丈夫英俊的菲利普和她的父亲费尔南多从胡安娜被宣布生病或无能力统治中获益匪浅。
也有学者指出，如果卡洛斯真的认为胡安娜精神失常，则不会任她抚养他的妹妹卡塔里娜。
关于她所谓的精神疾病的叙述在她的外祖母、在守寡后被继子流放到卡斯蒂利亚的阿维拉省的阿雷瓦洛城堡的卡斯蒂利亚王后葡萄牙的伊莎贝拉的精神疾病故事中也被提及。:12

## 影响
贝瑟尼·阿拉姆认为，虽然胡安娜似乎无法或不愿意自行统治，但她的主要（政治）意义在于她捍卫后代及哈布斯堡皇朝的权利。虽然她确实对腓力有感情，但她拒绝埋葬丈夫（并试图将他的尸体带到格拉纳达，让他躺在她母亲身边）可能是为了阻止求婚者，及在卡洛斯和卡斯蒂利亚之间建立联系。面对公社暴动的领导人，她再次选择了哈布斯堡皇朝，而不是卡斯蒂利亚遗产。她的多产为查尔斯提供了许多哈布斯堡皇朝的兄弟姐妹（以及这些兄弟姐妹的孩子），他们支持他的统治。萨拉·T. 纳尔同意阿拉姆的观点，即这是胡安娜的主要成功，同时指出阿拉姆似乎掩盖了胡安娜的同时代人确实认为她与众不同的事实。纳尔认为，总体而言，胡安娜是一个陷入困境的人，也没有接受过政治世界的训练，发现自己被强势的人包围着，不得不面对令人震惊的残酷和欺骗。

## 纹章
- 作为英俊的菲利普的妻子的纹章[63][64]
- 作为阿斯图里亚斯和希罗纳女亲王的纹章[63][64]
- 卡斯蒂利亚女王的纹章[64][65]

## 家族
她共有六个子女：
- 艾蕾諾爾（1498年—1558年），1518年为葡萄牙国王曼紐一世王后，有子女，1530年为法兰西国王法蘭西斯一世王后，无子女，终年59岁。
- 卡洛斯一世（1500年—1558年），西班牙国王和神圣罗马帝国皇帝（稱查理五世），1526年娶葡萄牙的伊莎贝拉，有子女，终年58岁。
- 伊莎贝拉（1501年—1526年），1515年为丹麦国王克里斯蒂安二世王后，有子女，终年24岁。
- 斐迪南一世（1503年—1564年），神圣罗马帝国皇帝，1521年娶波希米亚和匈牙利的安娜，有子女，享年61岁。
- 玛丽亚（1505年—1558年），1522年为匈牙利國王拉約什二世的王后，後成為尼德蘭总督。无子女。终年53岁。
- 卡塔里娜（1507年—1578年），1525年为葡萄牙国王約翰三世王后，有子女，享年71岁。

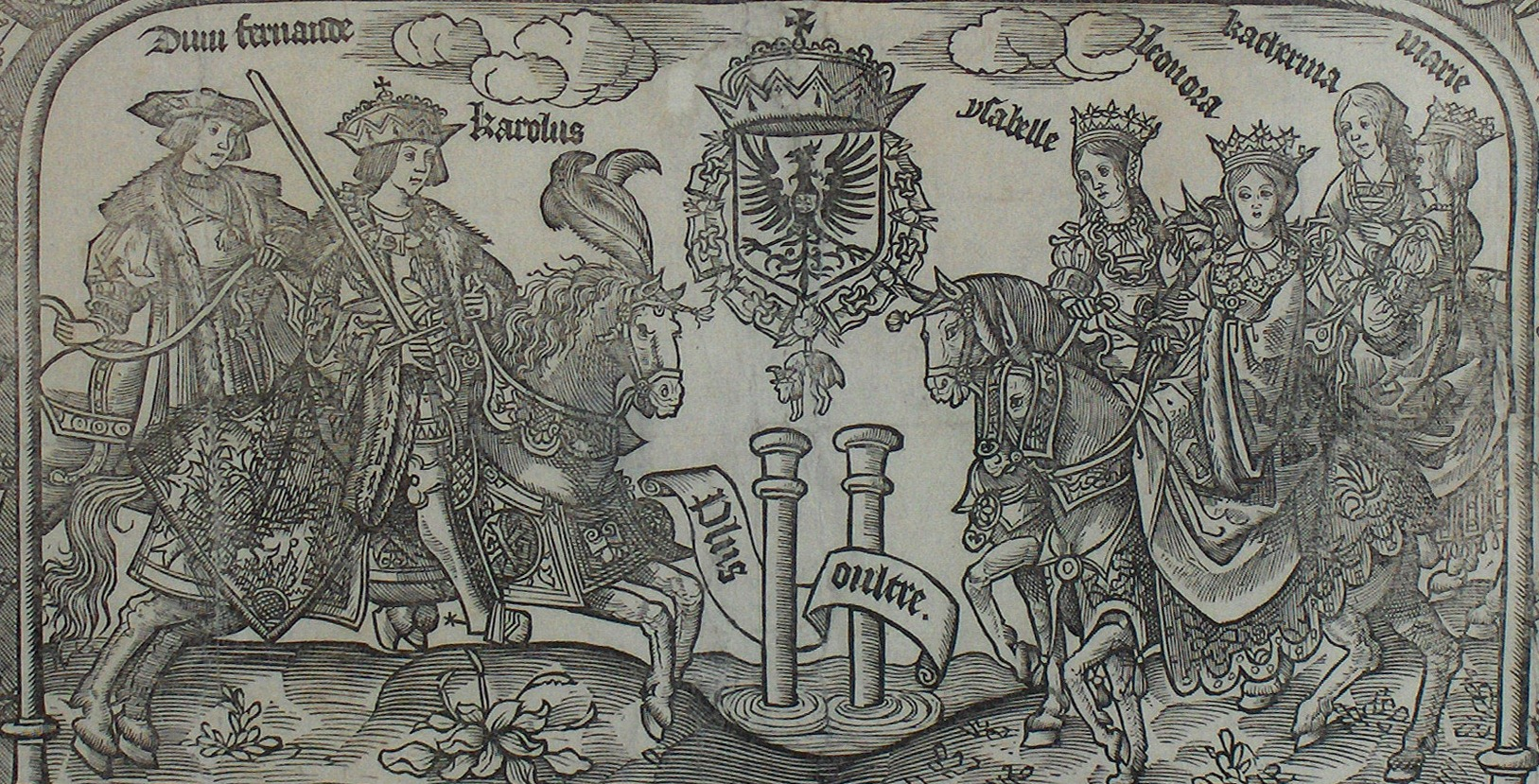
菲利普和胡安娜的孩子们

除了玛丽亚以外，胡安娜的孩子们都有子女。但今天只有卡洛斯、伊莎贝拉和斐迪南有后代，英國維多利亞女王之母就是斐迪南第三女瑪麗亞的後代子孫之一。

## 艺术作品中的胡安娜

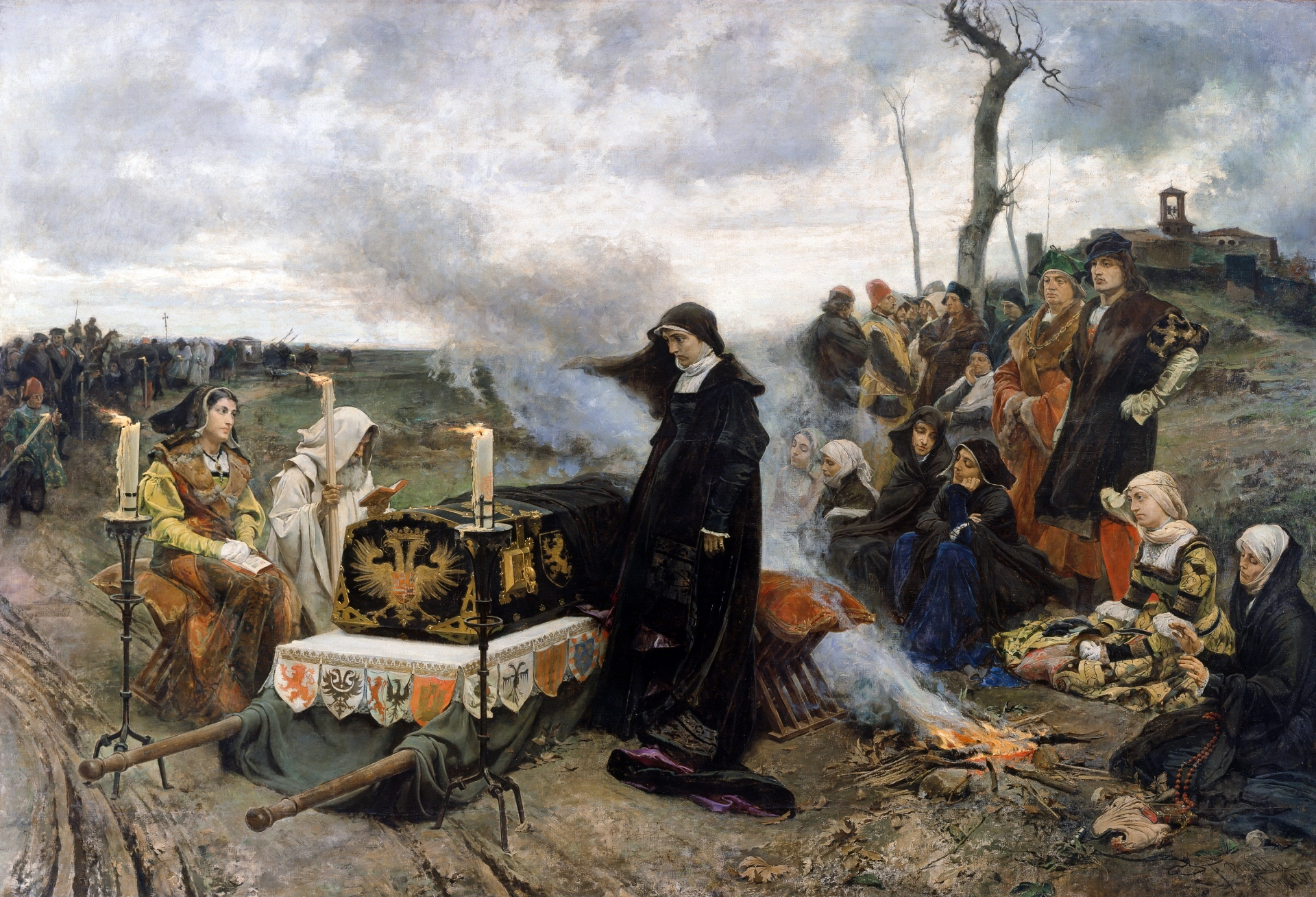
弗朗西斯科·普拉蒂纳的名作：疯女胡安娜，描绘了在丈夫棺木边伤心欲绝的胡安娜女王

胡安娜的形象长久以来吸引着无数作家、音乐家和其他艺术家，尤其是浪漫主义艺术家。她不求回报的爱、绝望的嫉妒和永不磨灭的忠诚，令艺术家们着迷。后世的许多艺术家们都把胡安娜描写为一个痴情、忧郁而绝望的女人，他们更注重于描写她对丈夫的挚爱，而不是她的精神疾病。部分知名的作品如下：
- 美男子腓力 (1845)——四幕话剧，作者尤赛比奥·阿斯奎利诺和乔治诺·罗梅罗
- 疯狂的爱 (1855)——话剧，作者曼努埃尔·塔马约·伊·巴乌斯
- 堂娜疯女胡安娜 (19世纪晚期)——歌剧，埃米拉奥·塞拉诺
- 疯女胡安娜 (1877) ——绘画，作者弗朗西斯科·普拉蒂纳（见右），目前藏于马德里普拉多博物馆
- 疯女胡安娜 (2001)——电影，文森特·阿兰达导演，皮拉·洛佩兹·德·阿亚拉主演饰胡安娜，12项果雅奖提名，在美国上映时片名为疯狂的爱（Mad Love）。改编自曼努埃尔·塔马约·伊·巴乌斯的剧作疯狂的爱。